# Philentoma pyrhoptera
El filentoma alicastaño (Philentoma pyrhoptera) es una especie de ave paseriforme de la familia Alaudidae propia del sudeste asiático. Antiguamente estaba ubicado en la familia Muscicapidae, luego se clasificó transitoriamente en la familia Tephrodornithidae, para terminar clasificado en la familia Vangidae.
Los pies de los monarcas tienen poca fuerza y sirven para poco más que para mantenerlas en la percha. Esta especie azul vive en el Sudoeste Asiático.

## Distribución y hábitat
Se encuentra en la península malaya, Sumatra, Borneo y las islas menores aledañas.
Su hábitat natural son los bosques húmedos tropicales de tierras bajas.